# Damašek (Třemešná)
Damašek (dříve Nové Rudíkovy, německy Damasko nebo Neu-Röwersdorf, polsky Damaszek) je část obce Třemešná v okrese Bruntál. Nachází se na severu Třemešné. Prochází zde silnice I/57.
Damašek leží v katastrálním území Třemešná o výměře 18,43 km2.

## Historie
První písemná zmínka o obci je z roku 1718.

### Vývoj počtu obyvatel
Počet obyvatel Damašku podle sčítání nebo jiných úředních záznamů:
| Rok            | 1869 | 1880 | 1890 | 1900 | 1910 | 1921 | 1930 | 1950 | 1961 | 1970 | 1980 | 1991 | 2001 |
| -------------- | ---- | ---- | ---- | ---- | ---- | ---- | ---- | ---- | ---- | ---- | ---- | ---- | ---- |
| Počet obyvatel | 286  | 233  | 204  | 179  | 169  | 132  | 145  | 62   | 94   | 55   | 27   | 15   | 9    |

1. ↑  z toho: 0 Čechoslováků, 131 Němců; 141 řím. kat., 4 evang.

V Damašku je evidováno 17 adres, vesměs čísla popisná (trvalé objekty). Při sčítání lidu roku 2001 zde bylo napočteno 9 domů, z toho 4 trvale obydlené.

## Galerie

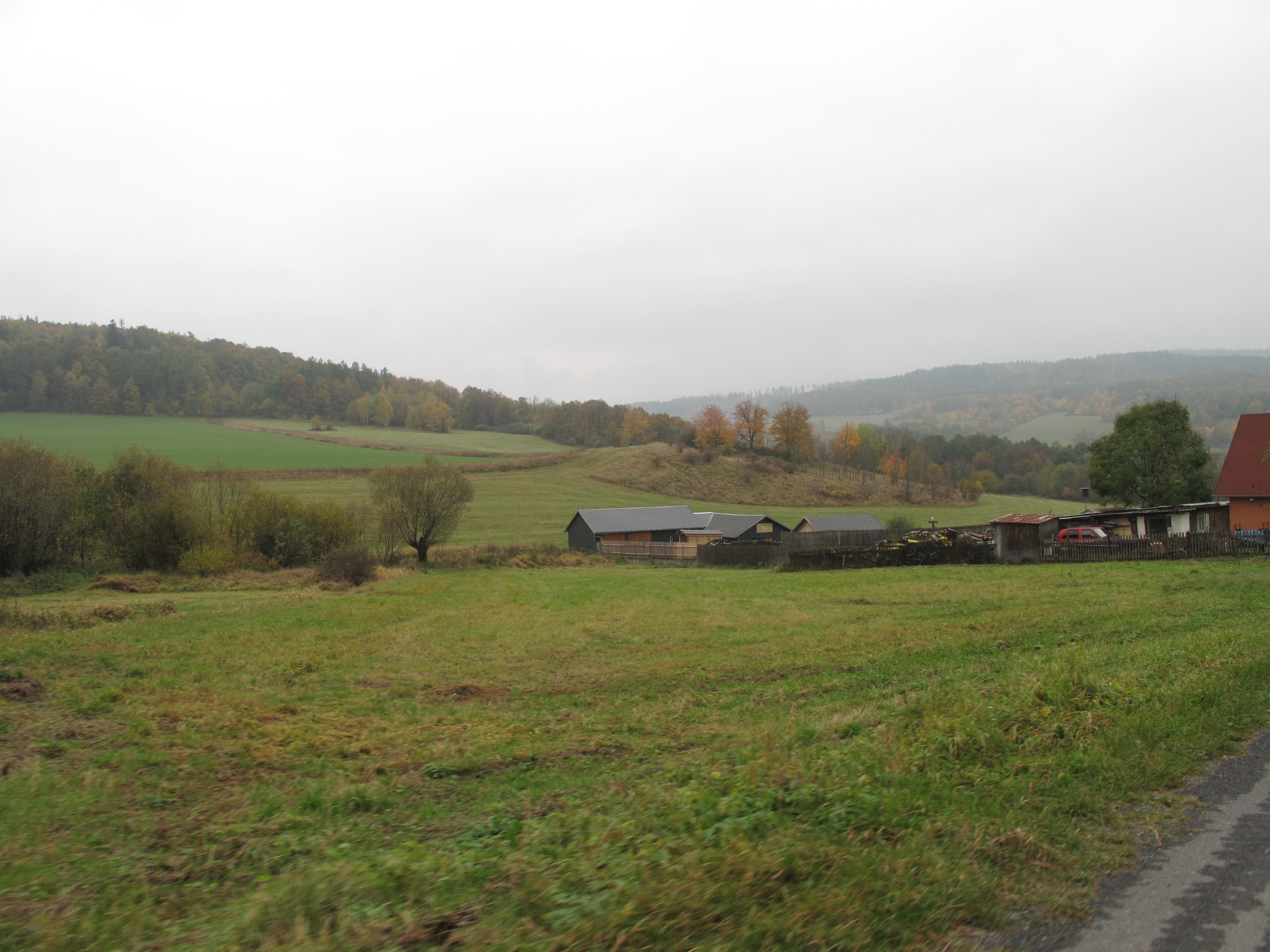
Louky
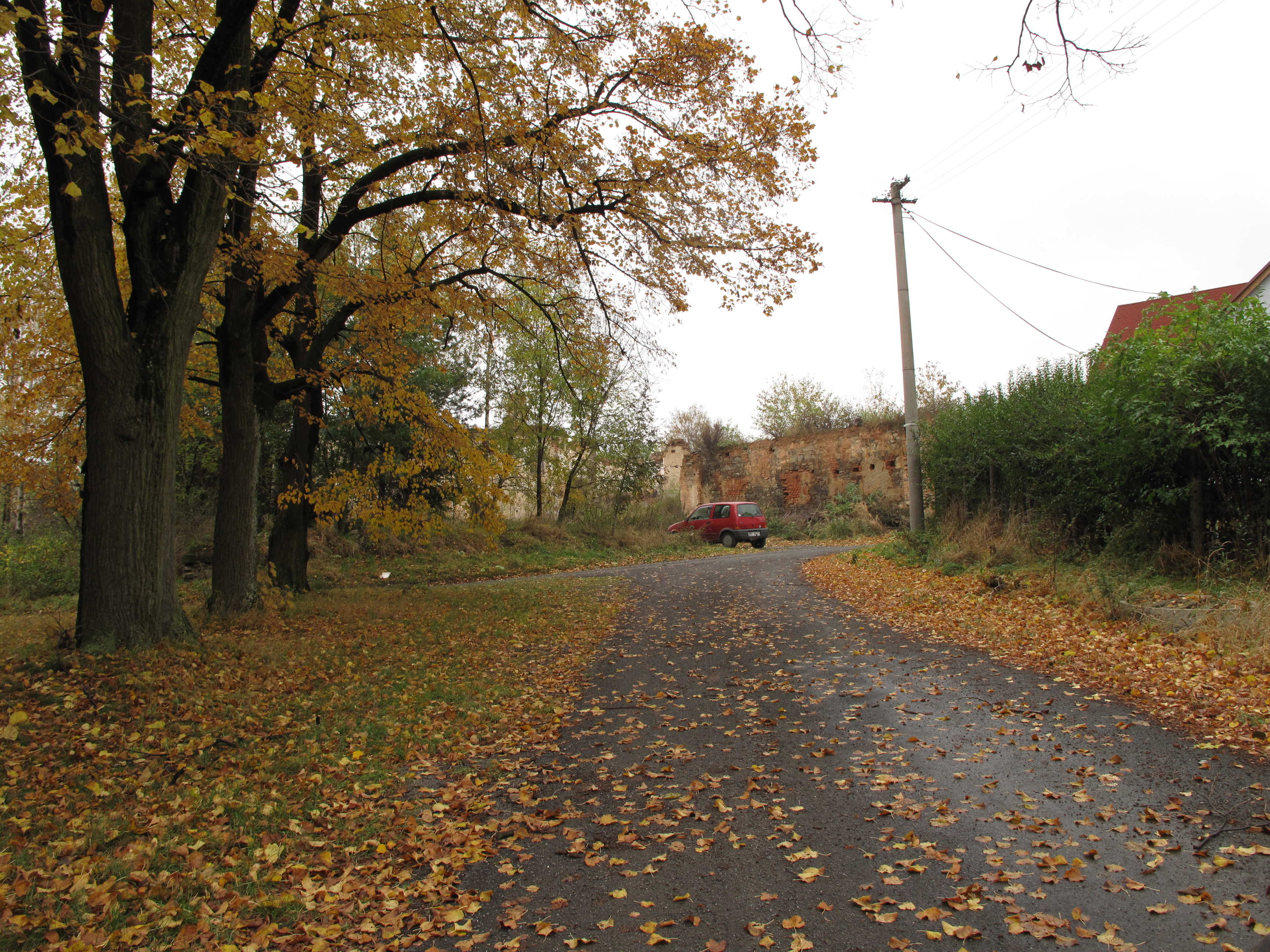
Náves
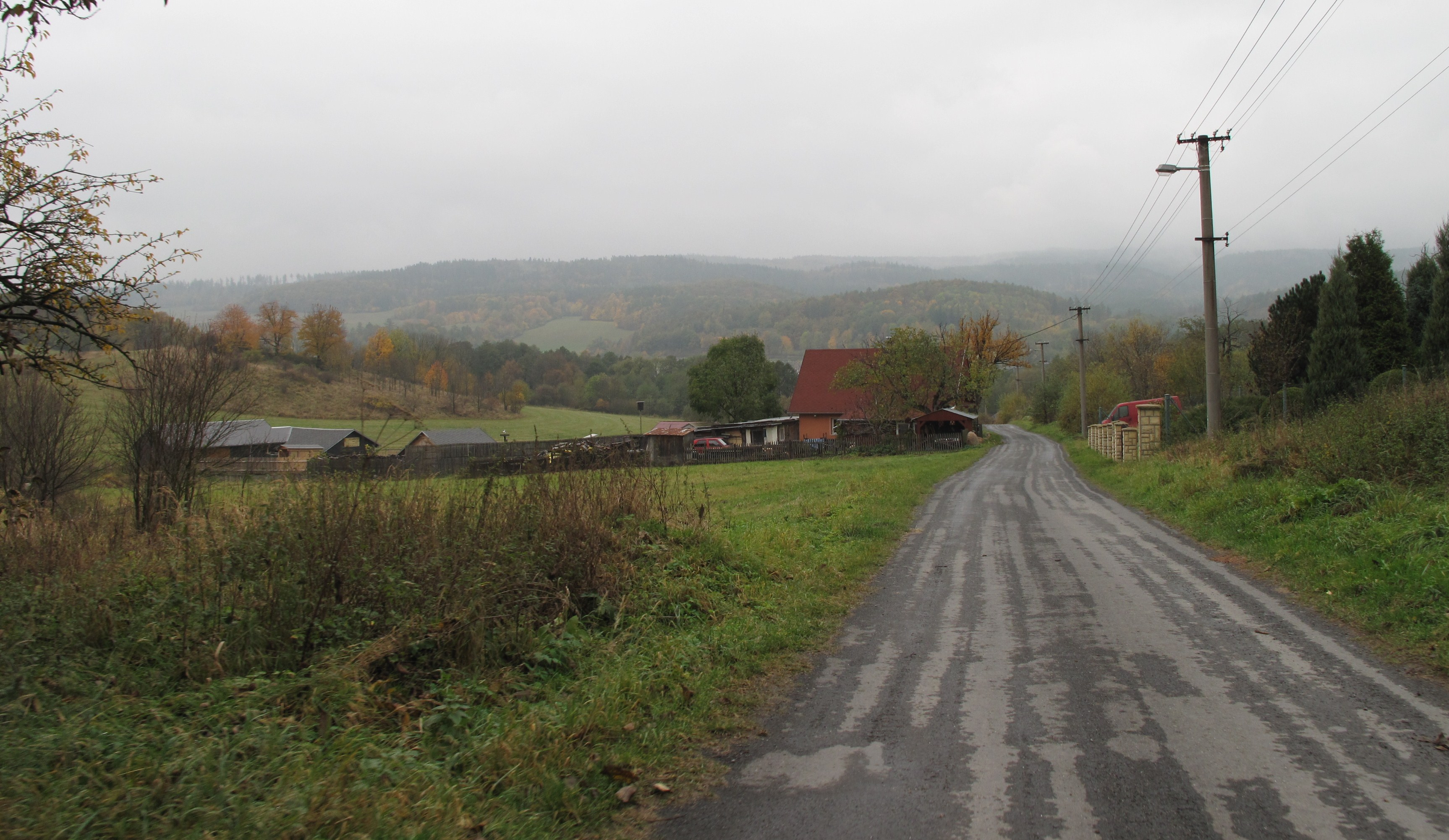
Cesta
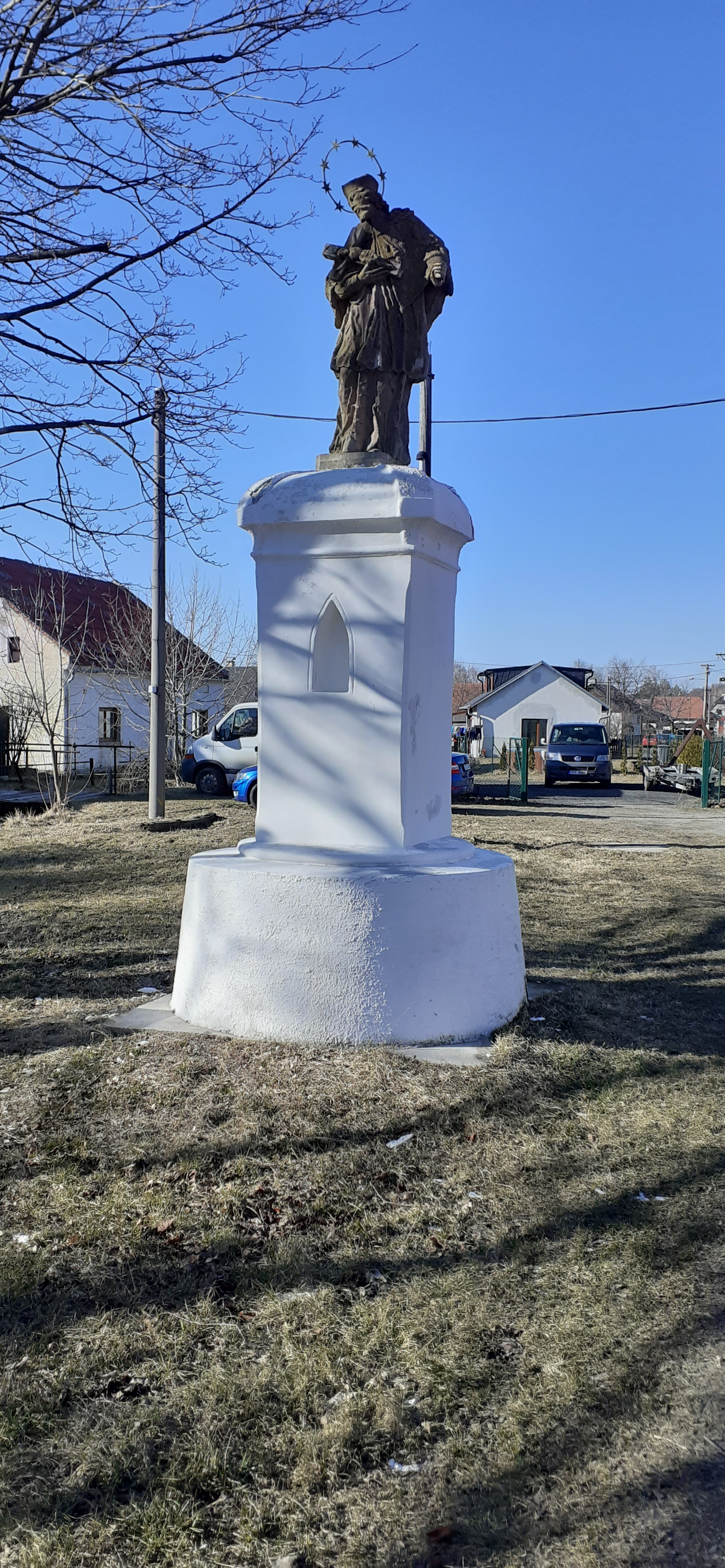
socha svatého Jana Nepomuckého